# Labeobarbus surkis
Labeobarbus surkis är en fiskart som först beskrevs av Rüppell, 1835.  Labeobarbus surkis ingår i släktet Labeobarbus och familjen karpfiskar. IUCN kategoriserar arten globalt som otillräckligt studerad. Inga underarter finns listade i Catalogue of Life.